# Antonio Veić
Antonio Veić (Lussinpiccolo, 18 febbraio 1988) è un allenatore di tennis ed ex tennista croato.
Esordì da professionista nel 2006.

## Carriera

### 2009
Nel 2009 Veić ricevette una wild card per gli PBZ Zagreb Indoors dove ottenne il miglior risultato dell'anno. Al primo turno batté sorprendentemente l'argentino Guillermo Cañas, che in passato era arrivato nella top ten del ranking ATP. Subito dopo il match, nell'ambito di un'investigazione privata su scommesse e corruzione, Betfair scoprì che erano stati puntati 2 milioni di dollari statunitensi sulla vittoria del croato, che aveva una quota molto alta essendo una wild card. Veić continuò comunque il torneo superando al secondo turno Evgenij Korolëv. Ai quarti di finale venne però sconfitto dal croato Marin Čilić. Nei mesi seguenti Veić non ottenne più risultati importanti nell'ATP World Tour. Per quanto riguarda l'ATP Challenger Tour arrivò fino alla finale del Mitsubishi Electric Europe Cup di Monza, dove venne però battuto dallo spagnolo David Marrero (7-5 4-6 4-6)

### 2010
Il 2010 fu un altro anno frustrante per Veić, che ottenne soltanto un secondo turno all'Australian Open 2010, dove dopo essersi qualificato e aver battuto al primo turno l'austriaco Daniel Köllerer, venne battuto dal forte francese Gaël Monfils.

### 2011
Veić nel 2011 ottenne dei risultati migliori rispetto agli anni passati. Partecipò a diversi tornei dell'ATP World Tour e si mise in rilievo all'Open di Francia dove batté al primo turno l'uruguaiano Pablo Cuevas, al secondo turno il russo Nikolaj Davydenko, e fu sconfitto al terzo turno dal n° 1 del mondo Rafael Nadal.

## Statistiche

### Singolare

#### Finali perse (0)
| Legenda tornei minori |
| Challenger (0)        |
| Future (0)            |

| Numero | Data           | Torneo                                | Superficie  | Avversario in finale | Punteggio     |
| 1.     | 12 aprile 2009 | Mitsubishi Electric Europe Cup, Monza | Terra rossa | David Marrero        | 7-5, 4-6, 4-6 |